# Weerstatistieken mei Nederland en België
Deze pagina bevat de gemiddelde waarden en de uitzonderlijke gebeurtenissen op weergebied in de maand mei in Nederland en België, zoals geregistreerd door respectievelijk de KNMI-weerstations in Nederland en het KMI in Ukkel, België.

## Weerstatistieken maand mei in Nederland 1901-2023

### Gemiddelden
Langjarige gemiddelden in het tijdvak 1991-2020.
|                                                  | De Bilt | Eelde | Rotterdam | Maastricht |
| ------------------------------------------------ | ------- | ----- | --------- | ---------- |
| Gemiddelde temperatuur in graden Celsius         | 13,4    | 12,5  | 13,2      | 13,8       |
| Gemiddelde minimumtemperatuur in graden Celsius  | 8,0     | 7,0   | 8,1       | 8,7        |
| Gemiddelde maximumtemperatuur in graden Celsius  | 18,3    | 17,6  | 17,9      | 18,8       |
| Dagen met max temperatuur > 20 °C                | 10,8    | 9,2   | 9,5       | 12,4       |
| Gemiddelde relatieve vochtigheid in procenten    | 73,7    | 77,3  | 75,4      | 72,1       |
| Gemiddelde neerslagduur in procenten van de tijd | 6,0     | 5,9   | 5,7       | 5,7        |
| Gemiddelde neerslaghoeveelheid in mm             | 59,3    | 57,9  | 55,7      | 57,7       |
| [ 1 ]                                            |         |       |           |            |

### Extremen
Hieronder volgen ranglijsten voor de hoogste en laagste gemiddelde temperatuur, de grootste en laagste neerslagsom en het grootste en laagste aantal uren zonneschijn, zoals gemeten op het KNMI-station in De Bilt tussen 1901 en 2023. De lijst van maandrecords is samengesteld uit de beschikbare gegevens van de genoemde stations.
| #     | Hoogste gemiddelde temperatuur in °C | Hoogste gemiddelde temperatuur in °C | Grootste neerslagsom in mm | Grootste neerslagsom in mm | Grootste aantal uren zonneschijn | Grootste aantal uren zonneschijn | #   |
| ----- | ------------------------------------ | ------------------------------------ | -------------------------- | -------------------------- | -------------------------------- | -------------------------------- | --- |
| 1.    | 2018                                 | 16,4                                 | 2007                       | 137,9                      | 1989                             | 331,0                            | 1.  |
| 2.    | 2008                                 | 15,7                                 | 1979                       | 133,1                      | 2020                             | 324,5                            | 2.  |
| 3.    | 1992                                 | 15,6                                 | 1923                       | 125,1                      | 1919                             | 299,6                            | 3.  |
| 4.    | 2024                                 | 15,5                                 | 1983                       | 123,1                      | 2025                             | 290,0                            | 4.  |
| 5.    | 2017                                 | 15,0                                 | 1945                       | 117,4                      | 1992                             | 289,4                            | 5.  |
| 6.    | 1998                                 | 14,9                                 | 1997                       | 110,9                      | 1922                             | 288,2                            | 6.  |
| 7.    | 2000                                 | 14,7                                 | 1973                       | 110,0                      | 1990                             | 283,9                            | 7.  |
| 8.    | 1947                                 | 14,7                                 | 1965                       | 108,9                      | 1959                             | 283,0                            | 8.  |
| 9.    | 1989                                 | 14,6                                 | 1931                       | 105,3                      | 2018                             | 282,8                            | 9.  |
| 10.   | 2016                                 | 14,5                                 | 2021                       | 104,4                      | 1909                             | 278,8                            | 10. |
| #     | Laagste gemiddelde temperatuur in °C | Laagste gemiddelde temperatuur in °C | Kleinste neerslagsom in mm | Kleinste neerslagsom in mm | Kleinste aantal uren zonneschijn | Kleinste aantal uren zonneschijn | #   |
| 1.    | 1902                                 | 9,2                                  | 1989                       | 5,6                        | 1983                             | 103,8                            | 1.  |
| 2.    | 1941                                 | 9,6                                  | 1922                       | 10,4                       | 1984                             | 110,3                            | 2.  |
| 3.    | 1991                                 | 10,0                                 | 2020                       | 11,6                       | 1923                             | 113,9                            | 3.  |
| 4.    | 1962                                 | 10,0                                 | 1980                       | 12,8                       | 1968                             | 133,7                            | 4.  |
| 5.    | 1955                                 | 10,0                                 | 1959                       | 15,7                       | 1962                             | 134,8                            | 5.  |
| 6.    | 1987                                 | 10,2                                 | 1940                       | 16,3                       | 1932                             | 140,0                            | 6.  |
| 7.    | 1923                                 | 10,2                                 | 1917                       | 17,7                       | 1926                             | 145,2                            | 7.  |
| 8.    | 1957                                 | 10,3                                 | 1918                       | 18,5                       | 1930                             | 145,8                            | 8.  |
| 9.    | 2010                                 | 10,5                                 | 1919                       | 19,6                       | 1994                             | 146,7                            | 9.  |
| 10.   | 1926                                 | 10,5                                 | 1921                       | 20,3                       | 1996                             | 148,0                            | 10. |
| [ 2 ] |                                      |                                      |                            |                            |                                  |                                  |     |

| | Officiële records      | Officiële records | Officiële records |  | Landelijke records      | Landelijke records | Landelijke records   |
| Gebeurtenis | Datum                  | Extreem           | Locatie           |  | Datum                   | Extreem            | Locatie              |
| --- | ---------------------- | ----------------- | ----------------- |  | ----------------------- | ------------------ | -------------------- |
| Laagste etmaalgemiddelde temperatuur (°C) | 2 mei 1979             | 3,5               | De Bilt           |  | 1 mei 1909              | 1,6                | Maastricht           |
| Hoogste etmaalgemiddelde temperatuur (°C) | 24 mei 1922            | 24,5              | De Bilt           |  | 23 mei 1922             | 25,9               | Maastricht           |
| Laagste minimumtemperatuur (°C) | 4 mei 1929             | −4,3              | De Bilt           |  | 1 mei 1962              | −4,5               | Deelen               |
| Hoogste minimumtemperatuur (°C) | 29 mei 2018            | 18,0              | De Bilt           |  | 12 mei 1998             | 19,4               | Rotterdam Geulhaven  |
| Laagste maximumtemperatuur (°C) | 15 mei 1935            | 6,4               | De Bilt           |  | 6 mei 1974              | 5,1                | Twenthe              |
| Hoogste maximumtemperatuur (°C) | 24 mei 1922            | 32,8              | De Bilt           |  | 23 mei 1922             | 34,9               | Vlissingen           |
| Hoogste uurgemiddelde windsnelheid (m/s) | 18 mei 1955            | 17,0              | De Bilt           |  | 2 mei 1979              | 26,2               | Cadzand              |
| Hoogste windstoot (m/s) | 18 mei 1955            | 28,8              | De Bilt           |  | 12 mei 1983             | 37,0               | Cadzand              |
| Langste zonneschijnduur (uur) | 31 mei 1903            | 16,4              | De Bilt           |  | 31 mei 1903             | 16,4               | De Bilt              |
| Langste neerslagduur (uur) | 15 mei 1935            | 18,9              | De Bilt           |  | 28 mei 2014             | 22,2               | Hoogeveen            |
| Hoogste etmaalsom van de neerslag (mm) | 7 mei 1931             | 55,2              | De Bilt           |  | 30 mei 2016             | 68,0               | Volkel               |
| Laagste etmaalgemiddelde relatieve vochtigheid (%) | 7 mei 1909, 5 mei 1928 | 35                | De Bilt           |  | 12 mei 1938 13 mei 1980 | 33 33              | Maastricht Eindhoven |
| Laagste uurwaarde luchtdruk op zeeniveau (hPa) | 5 mei 2004             | 983,5             | De Bilt           |  | 5 mei 2004              | 982,3              | Vlieland             |
| Hoogste uurwaarde luchtdruk op zeeniveau (hPa) | 13 mei 2019            | 1041,0            | De Bilt           |  | 13 mei 2019             | 1041,9             | Vlieland             |
| Officiële records worden altijd gemeten op het KNMI-weerstation in De Bilt. Landelijke records kunnen worden gemeten op elk officieel KNMI-weerstation in Nederland. |                        |                   |                   |  |                         |                    |                      |

## Weerstatistieken maand mei in België 1833-heden

### Gemiddelden
Vanaf 2011 werden de nieuwe normale waarden opnieuw berekend op basis van de gemiddelde metingen in Ukkel over de referentieperiode 1980-2010.
De oude normalen hebben verschillende referentieperiodes.
De records gelden vanaf de oude referentieperiodes tot heden.
|                                     | normaal (oud) | normaal (nieuw) | record + | jaar | record - | jaar |
| ----------------------------------- | ------------- | --------------- | -------- | ---- | -------- | ---- |
| Luchtdruk in hPa                    | 1015,5        | 1015,3          | 1021,8   | 1991 | 1008,7   | 1983 |
| Gemiddelde windsnelheid in m/s      | 3,4           | 3,2             | 4,6      | 1888 | 2,6      | 1989 |
| Zonneschijnduur in hh:mi            | 201           | 191             | 327      | 1989 | 67       | 1984 |
| Gemiddelde temperatuur in °C        | 12,7          | 13,6            | 16,4     | 2008 | 8,5      | 1902 |
| Gemiddelde maximumtemperatuur in °C | 17,2          | 18,1            | 21,3     | 2008 | 12,2     | 1902 |
| Gemiddelde minimumtemperatuur in °C | 8,3           | 9,2             | 11,4     | 2008 | 5,3      | 1902 |
| Relatieve vochtigheid in %          | 75,5          | 73              | 88       | 1887 | 62       | 2008 |
| Gemiddelde dampdruk in hPa          | 11            | 11,3            | 14       | 1889 | 8,3      | 1866 |
| Neerslagtotaal in mm                | 61,6          | 66,5            | 145,6    | 1965 | 1,4      | 1833 |
| Neerslagdagen                       | 15            | 16,2            | 30       | 1856 | 4        | 1989 |
| [ 4 ] [ 5 ]                         |               |                 |          |      |          |      |

### Extremen
Overzicht van de hoogste en laagste 5 waarden voor de maand mei vanaf 1833 voor gemiddelde temperatuur en neerslaghoeveelheid en aantal neerslagdagen en vanaf 1887 voor zonneschijnduur(*) in Ukkel.
| | Gemiddelde temperatuur | Gemiddelde temperatuur | Zonneschijnduur | Zonneschijnduur | Neerslaghoeveelheid | Neerslaghoeveelheid | Aantal neerslagdagen | Aantal neerslagdagen |
| | Jaar                   | °C                     | Jaar            | uren            | Jaar                | mm                  | Jaar                 | dagen                |
| --- | ---------------------- | ---------------------- | --------------- | --------------- | ------------------- | ------------------- | -------------------- | -------------------- |
| Hoogste waarden                                                                                          |                        |                        |                 |                 |                     |                     |                      |                      |
| 2008 | 16,4                   | 1989                   | 327             | 1965            | 145,6               | 1856                | 30                   |                      |
| 2018 | 16,3                   | 1922                   | 322             | 1869            | 144,0               | 1983                | 29                   |                      |
| 1947 | 15,8                   | 1909                   | 310             | 1971            | 133,1               | 1973                | 26                   |                      |
| 1989 | 15,8                   | 1990                   | 304             | 1984            | 133,0               | 1930                | 25                   |                      |
| 1992 | 15,7                   | 2020                   | 301             | 1933            | 124,4               | 1967                | 25                   |                      |
| Normale waarde (oud)                                                                                     |                        | 12,7                   |                 | 201             |                     | 61,6                |                      | 15                   |
| Normale waarde (nieuw)                                                                                   |                        | 13,6                   |                 | 191             |                     | 66,5                |                      | 16,2                 |
| Laagste waarden                                                                                          |                        |                        |                 |                 |                     |                     |                      |                      |
| 1845 | 9,3                    | 1987                   | 145             | 1922            | 12,2                | 1919                | 7                    |                      |
| 1837 | 9,1                    | 1962                   | 115             | 1959            | 10,2                | 1922                | 7                    |                      |
| 1866 | 8,7                    | 1996                   | 96              | 1901            | 9,3                 | 2020                | 6                    |                      |
| 1876 | 8,6                    | 1983                   | 92              | 2020            | 5,4                 | 1990                | 5                    |                      |
| 1902 | 8,5                    | 1984                   | 67              | 1833            | 1,4                 | 1989                | 4                    |                      |
| (*) Waarden vóór december 2008 werden omgerekend. Zie voor wijze van berekenen zonneschijnduur in Ukkel. |                        |                        |                 |                 |                     |                     |                      |                      |

### Uitzonderlijke gebeurtenissen
Extremen in België zijn:
- 1833 - Tijdens dit eerste jaar van de geregistreerde waarnemingen valt er maar 1,4 mm regen in de maand mei. Dit is de droogste maand mei tot op heden.
- 1856 - 30 van de 31 dagen valt er regen, het dubbele van normaal.
- 1901 - De maand zal de droogste blijven van alle meimaanden in Ukkel: er viel slechts 9,3 mm neerslag (normaal: 61,9 mm).
- 1902 - De maand mei zal de koudste van de eeuw blijven voor Ukkel: de gemiddelde temperatuur bedraagt slechts 8,5 °C (normaal: 12,8 °C).
- 1937 - Deze maand mei telt zeven zomerdagen in Ukkel (dit record zal geëvenaard worden in 1989).
- 1947 - Deze maand mei is de warmste van de eeuw in Ukkel: de gemiddelde temperatuur bedraagt er 15,8 °C (normaal: 12,7 °C). In hetzelfde station tellen we tijdens deze maand negen zomerdagen en een hittedag.
- 1965 - Tijdens deze maand mei valt er in Ukkel 145,6 mm neerslag (normaal: 61,9 mm). Dit is de recordwaarde voor de maand mei.
- 1984 - Tijdens de maand mei scheen de zon in Ukkel slechts 66 uur (normaal: 201 uur). Dit is de somberste maand mei van de eeuw.
- 1989 - De maand mei is uitzonderlijk voor Ukkel. Er zijn slechts vier regendagen, het kleinste aantal van de eeuw voor de maand mei (normaal: 16 dagen). De gemiddelde temperatuur evenaart het record van 1947: 15,8 °C (normaal: 12,7 °C). De zon schijnt gedurende 323 uur (normaal: 201 uur): dit is bijgevolg niet alleen de zonnigste maand mei van de eeuw in Ukkel maar zelfs de zonnigste maand van de eeuw zonder meer.
- 1998 - Met maxima boven 30°C in het grootste deel van België, zijn deze IJsheiligen de warmste van de eeuw. Te Ukkel stegen de maxima tot respectievelijk 30,0°C; 31,0°C en 30,1°C op 11, 12 en 13 mei.
- 2008 - Dit jaar brengt ons de warmste meimaand ooit, waarbij zowel gemiddelde, maximum- als minimumtemperatuur rond de 2 °C boven het normale gemiddelde uitkomen.
- 2013 - Natste meimaand sinds 1984 te Ukkel. Tijdens deze maand mei telde men te Ukkel geen zomerse dagen (maximumtemperatuur van 25 °C of meer).
- 2018 - Hoogste gemiddelde maximumtemperatuur te Ukkel met 21.8 °C (normaal: 18.1 °C). Op een na warmste meimaand met te Ukkel gemiddeld 16.3 °C (normaal: 13.6 °C).
- 2020 - Op twee na zonnigste mei met te Ukkel 301 uur zonneschijn (normaal: 191 uur). Ook was het de op één na droogste meimaand met slechts 5.4 mm neerslag te Ukkel (normaal: 66.5 mm).